# 拉曼陨石坑
拉曼陨石坑（Raman）是一座位于风暴洋中高原地貌西部边缘的小型月球撞击坑，以印度物理学家钱德拉塞卡拉·拉曼（1888年—1970年）之名命名，1976年被国际天文学联合会采纳。

## 特征描述

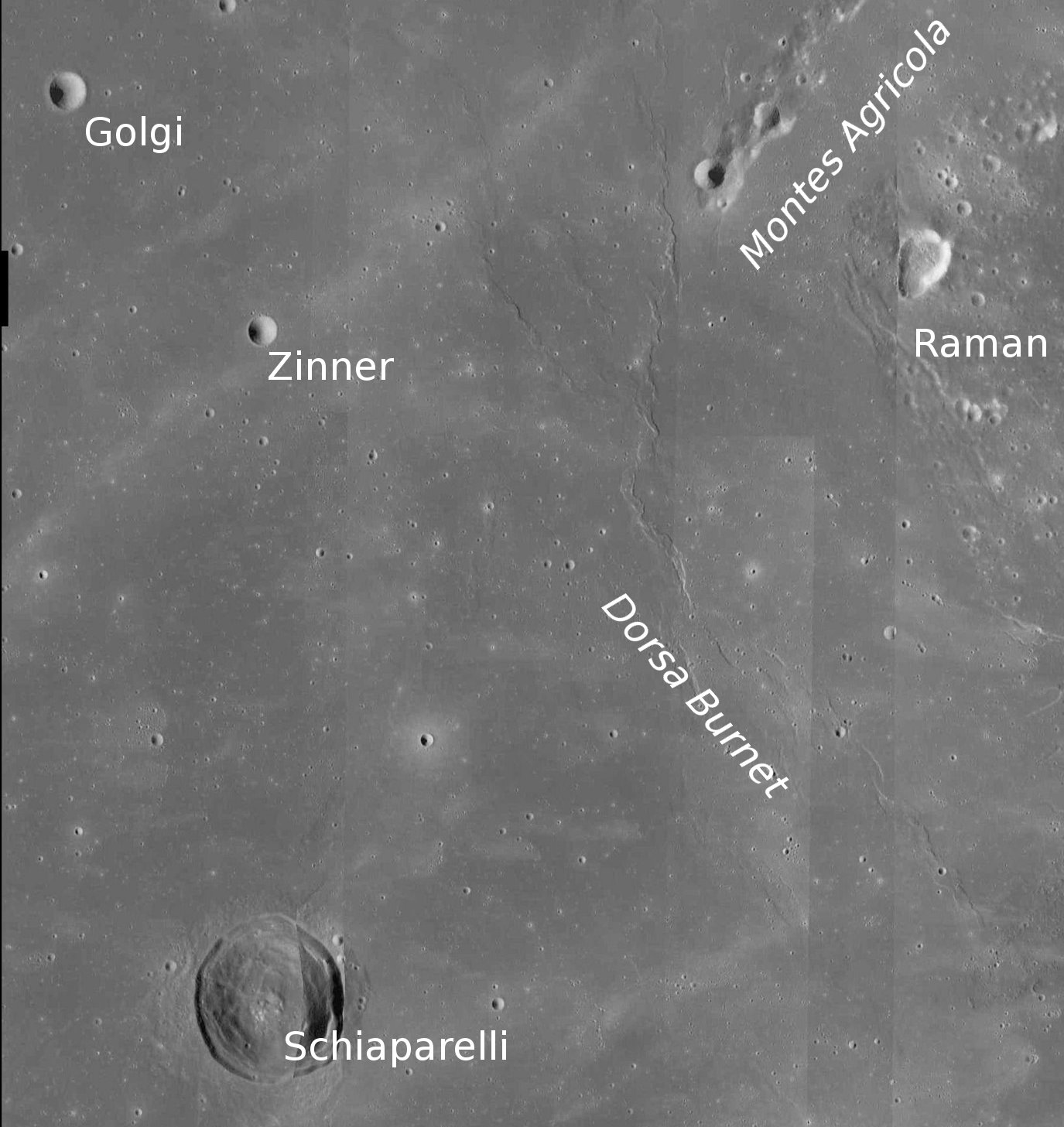
拉曼陨石坑的周边，月球勘测轨道飞行器拍摄。

拉曼陨石坑位于风暴洋中一处直径约120公里、高2000米的隆起区-俗称“阿里斯塔克斯高原”的西北部，该区域分布有众多的火山构造及沟槽。其中与它最邻近的：西面是津纳陨石坑、东北偏北及东北偏东分别有阿罗哈陨石坑和弗洛伊德陨石坑、西南则分布了斯基亚帕雷利陨石坑和伯内特山脊。此外、绵延狭窄的阿格里科拉山脉坐落在它的北面，东北则横亘了尼格里山脊，它的东北偏东临近希罗多德山和施勒特尔月谷。陨石坑的中心点月面坐标为26°58′N 55°10′W / 26.96°N 55.16°W，直径10.2公里，深度1.7公里。
拉曼陨石坑外形细长，显然是由两座陨坑组合而成。坑壁有些平坦，但仍保留有清晰的轮廓，东北侧壁沿较陡峭。陨坑内壁坡平整，反照率较周围地形更高，表明它是一座相对年轻的陨坑。碗状的坑底表面没有其它典型的结构。在陨坑西南方分布有二条宽阔的月沟。

该陨石坑是原先被命名为“希罗多德 D”-希罗多德陨石坑的一座卫星坑，1976年被国际天文联合会重命名。